# Giuseppe Tubertini
Giuseppe Tubertini (Budrio, 1759 – Bologna, 1831) è stato un architetto italiano.

## Biografia
Nato a Budrio da un'antica famiglia risalente al 1400, frequentò l'Accademia Clementina, dove ebbe per maestro Giuseppe Jarmorini e vincendo due volte, nel 1779 e nel 1780, il premio Marsili Aldrovandi per l'architettura. Acquisì in breve tempo una vasta notorietà per le sue intuizioni e capacità interpretative del gusto neoclassico sostenuto dall'Accademia bolognese. La sua carriera fu rapidissima. A trentun anni era già “Principe” (presidente) dell'Accademia che lo aveva visto studente. Pochi anni dopo venne nominato architetto capo e pubblico ingegnere del Comune di Bologna.
A Budrio progettò la ristrutturazione della chiesa di sant'Agata, sua opera prima, e la ristrutturazione del transetto e della cappella maggiore della chiesa di San Lorenzo. A Bologna progettò opere di grande rilievo come lo scalone del Palazzo Comunale (1775), la cupola della chiesa di Santa Maria della Vita (1787), la cappella di Santa Maria degli Ansaldi, la scala con il colonnato della Biblioteca comunitativa Magnani presso il Convento di San Domenico, la Sala del Pantheon alla Certosa di Bologna, la Cappella dei Notai, gli oratori di Santa Maria dei Guarini (1788) e di San Giovanni dei Fiorentini, lo Sferisterio della Montagnola (1817-1820), i lavori presso il Teatro comunale, l'ampliamento della chiesa della Santissima Trinità e il palazzo delle Scuole Pie. Con la sua azione influenzò notevolmente l'urbanistica cittadina del primo Ottocento. Numerosi furono i suoi interventi anche fuori città. Fra questi, la costruzione del teatro comunale di San Giovanni in Persiceto e delle chiese di Santa Maria Assunta e di San Danio ad Amola del Piano.
Giuseppe Tubertini è sepolto nel cimitero monumentale della Certosa di Bologna, nel pozzetto n. 3 della Loggia di Ponente.